# Batalla de Nola (214 a. C.)
La batalla de Nola o tercera batalla de Nola se libró en el año 214 a. C. entre el ejército cartaginés de Aníbal y el ejército romano dirigido por Marco Claudio Marcelo en el marco de las guerras púnicas. Fue el tercer intento de Aníbal de tomar la ciudad de Nola. Una vez más,  Marco Claudio Marcelo impidió con éxito la captura de la ciudad.

## Situación inicial
Después de la batalla de Cannae y la gran derrota que sufrieron los romanos, muchas ciudades itálicas vieron la oportunidad de cambiar de bando y liberarse así del dominio de Roma. En el caso Nola, sin embargo, el Senado de la ciudad siguió fiel a Roma y Marco Claudio Marcelo consiguió rechazar desde la ciudad los ataques de Aníbal el 216 a. C. y el 215 a. C.  en las llamadas primera batalla de Nola y segunda batalla de Nola. Además, el 216 a. C. ordenó la ejecución por traición de 70 ciudadanos, por lo que la ciudad continuó bajo poder romano.
Sin embargo, el 214 a. C. algunos ciudadanos todavía confiaban en rebelarse contra Roma con la ayuda de Aníbal y con este fin le enviaron nuevos mensajeros para establecer un nuevo pacto. Cuando Marco Claudio Marcelo fue conocedor de este nuevo intento de traición, avanzó a marchas forzadas desde Calas a Suessula y al día siguiente entró en Nola con 6000 legionarios y 300 jinetes. Aníbal fue menos entusiasta en sus preparativos, ya que había fallado en el mismo propósito dos veces.

## La batalla
Marcelo salió con su ejército dispuesto a encontrar Aníbal, enviando a Cayo Claudio Nerón al frente de la caballería para que avanzas durante la noche hasta llegar a la retaguardia del enemigo. Las órdenes de Claudio Nerón eran seguir el avance cartaginés sin ser visto y atacar luego que comenzara la batalla. Pero Claudio Nerón no fue capaz de encontrar las fuerzas enemigas, pese a estar día y noche cabalgando.
Marco Claudio Marcelo, que había ordenado atacar a los púnicos, pronto se dio cuenta de que la caballería no aparecía por ninguna parte desbaratando sus planes así que, a pesar de que los cartagineses empezaban a retirarse, ordenó que no se les persiguiese y volvió a la ciudad. Cuando finalmente apareció el cónsul Nerón lo castigó severamente.

## Hechos posteriores
Al día siguiente los romanos salieron de nuevo al campo de batalla pero Aníbal, sin esperanzas de capturar la ciudad, renunció y marchó hacia Tarento. Marco Claudio Marcelo le había derrotado hasta tres veces en sus intentos de capturar la ciudad. Sin embargo, Aníbal encontró su venganza años más tarde, el 208 a. C., cuando sus hombres sorprendieron al cónsul en una misión de reconocimiento entre Venosa y Bantanges y le dieron muerte.